# Posakonazol
Posakonazól je  triazolni antimikotik (protiglivna učinkovina), ki zavira biosintezo ergosterola. Uporablja se pri zdravljenju sistemskih glivičnih okužb, odpornih proti amfotericinu B ali itrakonazolu, ter za profilakso invazivnih glivčnih okužb pri bolnikih, ki prejemajo kemoterapijo ali imunosupresivno zdravljenje. V Sloveniji je na tržišču pod zaščitenim imenom Noxafil.

## Farmakologija

### Mehanizem delovanja
Posakonazol zavira encim lanosterol-14α-demetilazo (CYP51), ki katalizira eno od ključnih stopenj v biosintezi ergosterola. Je bistveno močnejši zaviralec tega encima kot itrakonazol.

### Mikrobiologija
Posakonazol je učinkovit proti naslednjim glivnim povzročiteljem:
- Candida spp.
- Aspergillus  spp.
- Zygomycetes spp.

Glede učinkovitosti pri invazivnih glivnih okužbah, ki jih povzročajo glive iz rodu Fusarium, so klinični podatki omejeni.

## Farmakokinetika
Posakonazol se po peroralni uporabi absorbira v treh do petih urah. Njegova razpolovna doba znaša okoli 35 ur, izloča pa se predvsem preko jeter. Ob zaužitju hkrati z obrokom, bogatim z maščobami, je njegova biološka uporabnost višja od 90 %, plazemska koncentracija pa se poveča za štirikrat v primerjavi z dajanjem na tešče.

## Klinična uporaba
Posakonazol se uporablja za zdravljenje naslednjih glivnih okužb pri odraslih:
- fuzarioze in invazivne aspergiloze pri bolnikih z okužbo, odporno proti amfotericinu B ali itrakonazolu, ter pri bolnikih, ki ne prenašajo teh zdravil,
- kromoblastomikoze in micetoma pri odpornosti proti itrakonazolu, ter pri bolnikih, ki ne prenašajo itrakonazola,
- kokcidioidomikoze pri bolnikih z okužbo, odporno proti amfotericinu B, itrakonazolu ali flukonazolu, ter pri bolnikih, ki ne prenašajo teh zdravil,
- ustno-žrelne (orofaringealne) kandidoze (pri hudi obliki okužbe ali pri bolnikih z imunsko pomanjkljivostjo).

Posakonazol se uporablja tudi za preprečevanje invazivnih glivnih okužb pri:
- bolnikih, ki prejemajo kemoterapijo za doseganje remisije akutne mieloične levkemije ali mielodisplastičnih sindromov  in pri katerih se zato pričakuje dolgotrajnejša nevtropenija ter imajo zato veliko tveganje za invazivne glivne okužbe,
- prejemnikih presajenih krvotvornih matičnih celic, ki zaradi preprečevanja reakcije presadka proti gostitelju prejemajo visokoodmerno imunosupresivno zdravljenje in pri katerih obstaja veliko tveganje za invazivne glivne okužbe.

## Farmacevtske oblike
Posakonazol je na voljo v farmacevtskih oblikah za peroralno uporabo, in sicer kot gastrorezistentne (želodčnoodporne) tablete in peroralna suspenzija, ter za parenteralno uporabo (koncentrat za infundiranje). Prehod na peroralno uporabo je priporočljiv takoj, ko to dopušča bolnikovo stanje.